# Caprese (gastronomia)
La caprese è un'insalata che si consuma come piatto unico oppure secondo piatto, abitualmente nella stagione estiva. Tradizionalmente rientra nei piatti della cucina napoletana ed il nome di questo fresco piatto deriva dall'isola di Capri, anche se probabilmente il piatto stesso non è originario dell'isola.

## Ricetta
È costituita da pomodoro, della varietà detta fiascone originaria della penisola sorrentina, o anche San Marzano, fiordilatte o mozzarella di bufala, il tutto tagliato a fette oppure, molto più raramente, in una sorta di insalata a cubetti, inoltre condita con olio, sale e basilico. Più raramente vengono aggiunti origano (come nella foto) e/o pepe nero.

## Varianti
È possibile inserire fra pomodori e mozzarella delle acciughe. A piacere si può aggiungervi origano.